# 橙點側唇䲁
橙點側唇䲁（學名：Hypleurochilus springeri），為輻鰭魚綱鳚形目䲁科側唇䲁屬的一種，分布於西大西洋美國佛羅里達州南部和巴哈馬群島海域，深度0至8公尺，本魚體延長，稍側扁，頭鈍短，頭頂無冠膜，鼻孔及眼上方有觸鬚，體綠灰色，虹膜呈紅色，有8條紅色輻條狀條紋從瞳孔向外輻射，頭部和身體前半部密佈橙色斑點，眼睛後面一大塊黑斑周圍有一條白線，上體有成群的方形斑點，每群4個，形成4-5個不規則的條紋，背鰭上有斜行斑點，尾鰭上有形成條紋的斑點，背鰭前端無黑斑，背鰭硬棘12枚、背鰭軟條12-13枚、臀鰭硬棘2枚、臀鰭軟條14-15枚，體長可達5公分，棲息在沿岸淺水域，雌魚產附著性卵，雄魚有護卵行為，幼魚為浮游性，生活習性不明。